# Jarosława Jakuszyna
Jarosława Iwanowna Jakuszyna (ros. Ярослава Ивановна Якушина, ur. 24 czerwca 1993 roku w Krasnodarze) – rosyjska bokserka, uczestniczka igrzysk olimpijskich w Rio de Janeiro. Mistrz Sportu Rosji. 

## Igrzyska olimpijskie
Wzięła udział w zmaganiach w wadze średniej kobiet podczas igrzysk olimpijskich w 2016 roku. W 1/8 wygrała z reprezentantką Chińskiego Tajpej Chen Nien-chin, a w ćwierćfinale przegrała z Amerykanką Claressą Shield.